# Anisothecium campylophyllum
Anisothecium campylophyllum là một loài rêu trong họ Dicranaceae. Loài này được Taylor Mitt. mô tả khoa học đầu tiên năm 1869.